# Hypnose-stralen
 Hypnose-stralen  is een verhaal uit de Belgische stripreeks Piet Pienter en Bert Bibber van Pom.
Het verhaal verscheen als nummer 40 in de reeks bij De Vlijt.

## Personages
- Susan
- Piet Pienter
- Bert Bibber
- Professor Kumulus
- Stanislas Potmeter
- J.F. Botterik
- Hilarius Warwinkel
- Madam Klakson

## Albumversies
Hypnose-stralen verscheen in 1985 als album 40 bij uitgeverij De Vlijt. In 1996 gaf uitgeverij De Standaard het album opnieuw uit. Uitgeverij 't Mannekesblad deed hetzelfde in 2012.